# Tigidia nilgiriensis
Espèce
Tigidia nilgiriensis est une espèce d'araignées mygalomorphes de la famille des Barychelidae.

## Distribution
Cette espèce est endémique du Tamil Nadu en Inde,. Elle se rencontre vers Kotagiri dans le district des Nilgiris.

## Description
La femelle holotype mesure 9,86 mm.

## Étymologie
Son nom d'espèce, composé de nilgiri et du suffixe latin -ensis, « qui vit dans, qui habite », lui a été donné en référence au lieu de sa découverte, les Nilgiris.

## Publication originale
- Siliwal, Gupta, Sanap, Mirza & Raven, 2011 : First record of the genus Tigidia Simon, 1892 (Araneae: Barychelidae) from India with description of three new species from the western Ghats, India. Journal of Threatened Taxa, vol. 3, p. 2229-2241.